# Почётные граждане Евпатории
Почётный гражданин города Евпатории — звание, являющееся высшей формой общественного признания особых заслуг перед городским округом Евпатории и его жителями. Присваивается жителям городского округа Евпатории, а также иным гражданам (последовательно СССР, Украины и Российской Федерации) и иностранным гражданам решением Евпаторийского городского совета.

## Нагрудный знак
Нагрудный знак «Почётный гражданин города Евпатории» состоит из колодки и подвески, изготовленных из металла золотистого цвета. Подвеска представляет собой стилизованный восьмиугольник «розы ветров», имеющий лицевую (аверс) и обратную (реверс) стороны 35x35 мм.
В центре знака расположен Герб города Евпатории, от которого расходятся восемь основных и шестнадцать промежуточных лучей разной длины. Над Гербом
расположена накладная овальная табличка из белого металла с надписью «ПОЧЁТНЫЙ» вдавленными буквами красного цвета. Под Гербом, углом вниз, расположена вторая табличка из металла белого цвета с надписью «ГРАЖДАНИН» вдавленными буквами красного цвета.
Нагрудный знак носится на правой стороне груди под государственными наградами. 

## Список почётных граждан Евпатории
| Дата присвоения | Портрет | Имя                                       | Годы жизни  | Род деятельности | Обоснование для присвоения |
| --------------- | ------- | ----------------------------------------- | ----------- | --- | --- |
| 4 ноября 1967   |         | Иван Васильевич Буслаев                   | 1896—1973   | Врач-хирург, сделавший более 10 тысяч операций. Участник Великой Отечественной войны, подполковник медицинской службы. В течение 40 лет избирался депутатом Евпаторийского городского совета. Кавалер орденов Ленина, Красной Звезды, Трудового Красного Знамени. | |
| 29 марта 1968   |         | Ювеналий Иванович Сытников                | 1912—1968   | Первый секретарь Евпаторийского горкома Компартии УССР (с 1954). Крымский партизан. Награждён орденами Отечественной войны 2-й степени, Красной Звезды, медалями. | за трудовые заслуги |
| 9 апреля 1969   |         | Иван Иванович Мозгунов                    | 1913 — ?    | Учитель, директор сельской школы. Участник Великой Отечественной войны, освобождал Крым. Кавалер пяти боевых орденов. | |
| 24 ноября 1972  |         | Сергей Иванович Белогубец                 | 1892—1978   | Участник гражданской войны, председатель Лебединского военно-революционного трибунала Харьковской губернии. Делегат IV Чрезвычайного Всероссийского съезда Советов. С 1950 года возглавлял евпаторийский винзавод. | за большие заслуги в деле социалистического строительства |
| 24 ноября 1972  |         | Николай Николаевич Григорьев              | 1906—1988   | Руководитель Евпаторийского терсовета по управлению курортами профсоюзов, депутат горсовета. Заслуженный врач УССР. Участник Великой Отечественной войны. | |
| 1973            |         | Виктор Семёнович Щербань                  | 1913—1992   | Водитель. Участник Великой Отечественной войны. Делегат XXII съезда Компартии УССР. Депутат Евпаторийского горсовета, член обкома Компартии УССР. Кавалер ордена Ленина. | |
| 17 октября 1977 |         | Фёдор Александрович Бартенев              | 1916—1982   | Преподаватель математики. Участник Великой Отечественной войны. Награждён орденом Ленина, медалью Макаренко. Заслуженный учитель УССР. | |
| 17 октября 1977 |         | Степан Гаврилович Иванов                  | 1914—1983   | Директор Евпаторийской станции юных техников. Участник Великой Отечественной войны, командир эскадрильи. Герой Советского Союза (1944), кавалер двух орденов Ленина, пяти орденов Красного Знамени, ордена Красной Звезды. | за активное участие в пропаганде решений XXV съезда КПСС и большой вклад в дело коммунистического воспитания трудящихся и подрастающего поколения |
| 17 октября 1977 |         | Михаил Сергеевич Зайцев                   | 1912—1989   | 1-й секретарь Евпаторийского горкома ВЛКСМ в 1939 году. | |
| 13 апреля 1984  |         | Ксения Михайловна Королёва                | 1914—2006   | Депутат Верховного Совета УССР ряда созывов, заслуженная врач УССР. | |
| 9 сентября 1985 |         | Владимир Тихонович Стебунов               | 1922 — 2007 | Участник освобождения Евпатории. | |
| 22 мая 1986     |         | Николай Яковлевич Турков                  | 1913—1987   | Герой Советского Союза. | |
| 3 ноября 1987   |         | Александра Ивановна Краснобаева           | 1900—1996   | Член коммунистической партии с 1919 года | |
| 27 мая 1988     |         | Павел Семёнович Стогнев                   | 1922—1995   | Председатель городского совета ветеранов войны и труда, депутат городского совета народных депутатов XX созыва. | |
| 3 апреля 1995   |         | Михаил Давидович Караев                   | 1914—2003   | Участник Великой Отечественной войны. | за особые заслуги в деле развития городского хозяйства, многолетнюю активную общественную деятельность на благо города |
| 3 апреля 1995   |         | Людвиг Иосифович Померанский              | 1917—2003   | Кандидат медицинских наук, заслуженный врач УССР, участник Великой Отечественной войны, военно-полевого хирург, начальник Евпаторийского Центрального детского клинического санатория МО СССР в 1957—1973 года. | за особые заслуги в деле развития городского хозяйства, многолетнюю активную общественную деятельность на благо города |
| 3 апреля 1995   |         | Михаил Дмитриевич Яцкий                   | 1926—2001   | Участник Великой Отечественной войны, полный кавалер ордена Славы. | за особые заслуги в деле развития городского хозяйства, многолетнюю активную общественную деятельность на благо города |
| 3 апреля 1995   |         | Пётр Иванович Гончарук                    | 1916 — ?    | | за особые заслуги в деле развития городского хозяйства, многолетнюю активную общественную деятельность на благо города |
| 3 апреля 1995   |         | Максим Герасимович Губанов                | 1920—2006   | Военный лётчик, участник Великой Отечественной войны, Герой Советского Союза (1945). | за особые заслуги в деле развития городского хозяйства, многолетнюю активную общественную деятельность на благо города |
| 3 апреля 1995   |         | Михаил Михайлович Кулаков                 | 1922—2003   | Председатель исполкома Евпаторийского городского совета (1973-1982) | за особые заслуги в деле развития городского хозяйства, многолетнюю активную общественную деятельность на благо города |
| 3 апреля 1995   |         | Григорий Васильевич Пасынков              | 1922—2004   | Полковник Советской Армии, участник Великой Отечественной войны, Герой Советского Союза (1944). | за особые заслуги в деле развития городского хозяйства, многолетнюю активную общественную деятельность на благо города |
| 3 апреля 1995   |         | Валентин Васильевич Петунов               | 1924—2010   | Инженер-строитель. Второй секретарь Евпаторийского горкома (с 1961). Лауреат премии им. С. Э. Дувана. | за особые заслуги в деле развития городского хозяйства, многолетнюю активную общественную деятельность на благо города |
| 3 апреля 1995   |         | Сергей Степанович Северинов               | 1923—1995   | Заслуженный врач Украины, кандидат медицинских наук, видный руководитель курортной отрасли. | за особые заслуги в деле развития городского хозяйства, многолетнюю активную общественную деятельность на благо города |
| 30 мая 1997     |         | Наталья Евгеньевна Мольская               | 1920—2008   | Невропатолог, физиотерапевт, курортолог, педагог. Доктор медицинских наук, профессор. | за особые заслуги в деле развития курортного дела, многолетнюю активную общественную деятельность на благо города Евпатории |
| 5 июня 1998     |         | Раиса Васильевна Волкова                  | 1933        | Педагог, более 30 лет была директором евпаторийской школы № 6. | за личный вклад в дело обучения и воспитания подрастающего поколения граждан города, многолетний самоотверженный труд на благо города и активную общественную деятельность |
| 5 июня 1998     |         | Николай Васильевич Дымченко               | 1928—2021   | Начальник Евпаторийского морского порта (с 1971). Заслуженный работник транспорта Украины. Заслуженный работник транспорта АРК. Депутат Верховного Совета Крыма 1-го созыва. | за большой личный вклад по созданию в городе морского порта международного значения, развития инфраструктуры по обслуживанию морским флотом Всеукраинской детской здравницы- курорта Евпатории и многолетнюю активную общественную деятельность на благо жителей города                                                     |
| 6 мая 1999      |         | Виталий Владимирович Курашик              | 1939        | Председатель Совета Министров Крыма в 1991—1993 годах. Народный депутат Украины первого созыва (1990—1994). Депутат Верховного Совета Крыма первого созыва (1991—1994). | за большой личный вклад в развитие города Евпатории и многолетнюю активную деятельность на благо жителей города |
| 26 апреля 2001  |         | Иван Александрович Пятецкий               | 1937—2006   | Руководитель Евпаторийского трамвайного управления с 1969 по 2006 год. | за большой личный вклад в развитие города Евпатории и многолетнюю активную деятельность на благо жителей города |
| 19 марта 2003   |         | Анатолий Михайлович Ненько                | 1934        | Руководитель Евпаторийского центрального детского клинического санатория Министерства Обороны Украины, кандидат медицинских наук, заслуженный врач Украины и АРК, лауреат Государственной премии Украины и премии С. Э. Дувана, действительный член медико-технической Академии РФ, кавалер ордена «За заслуги» II степени, детский ортопед-травматолог высшей категории. | за создание материально- технической и медицинской базы детского клинического санатория, усовершенствование качества обследования и санаторно-курортного лечения больных детей- инвалидов, организацию и проведение научно- практических исследований, а также за многолетнюю активную деятельность на благо жителей города |
| 19 марта 2003   |         | Ефим Борисович Ходос                      | 1939—2023   | Строитель. Заслуженный строитель Автономной Республики Крым. Депутат Евпаторийского городского совета. | за большой личный вклад в строительство объектов жилья и соцкультбыта, благоустройство курортной зоны города и активную общественную деятельность на благо жителей города |
| 19 марта 2003   |         | Анатолий Варфоломеевич Раханский          | 1939—2018   | Народный депутат Украины. Участник ликвидации последствий аварии на ЧАЭС. Член-корреспондент Инженерной академии наук Украины. Заслуженный работник промышленности Украины. | за большой личный вклад в развитие города Евпатории и многолетнюю активную деятельность на благо жителей города |
| 19 марта 2003   |         | Иван Егорович Мещеряков                   | 1923—2005   | Участник Великой Отечественной войны, полный кавалер ордена Славы. | за героические подвиги в годы ВОВ и многолетний добросовестный труд на благо родного города в после военные годы, а также за большую общественную работу по воспитанию подрастающего поколения |
| 8 ноября 2004   |         | Владимир Александрович Блощицын           | 1939        | Строитель. В 1985—1990 годах — председатель Евпаторийского горисполкома. | за выдающиеся личные заслуги перед городом Евпаторией по защите интересов территориальной громады, внедрение социально-экономических программ развития города, многолетнюю активную профессиональную деятельность |
| 8 ноября 2004   |         | Сергей Леонидович Соколов                 | 1911—2012   | Советский военачальник. Маршал Советского Союза (1978), Герой Советского Союза (1980). Министр обороны СССР (1984—1987). | за выдающиеся заслуги перед Родиной и городом Евпаторией |
| 10 августа 2005 |         | Константин Ионович Брагинский             | 1925—2009   | Заслуженный врач Украины. | за выдающиеся личные заслуги перед городом Евпаторией по улучшению репродуктивного здоровья населения, многолетнюю активную профессиональную и общественную деятельность |
| 10 августа 2005 |         | Зоя Ивановна Рудник                       | 1948        | Солистка-вокалистка Евпаторийского отделения Крымской государственной филармонии. | за большой личный вклад в общественную культурную жизнь города Евпатории, многолетнюю активную профессиональную деятельность |
| 27 октября 2006 |         | Павел Павлович Пашков                     | 1941- 2024  | Инженер-конструктор. В 1980—1986 годах — первый секретарь Евпаторийского горкома Компартии УССР. | за выдающиеся заслуги и большой личный вклад в социально-экономическое развитие города |
| 28 марта 2008   |         | Николай Александрович Токарев (посмертно) | 1907—1944   | Лётчик минно-торпедной авиации, участник советско-финской и Великой Отечественной войн, Герой Советского Союза (1940). Генерал-майор авиации. | за выдающиеся заслуги перед городом, мужество и героизм, проявленные при освобождении г.Евпатории от немецко-фашистских захватчиков в года Великой Отечественной войны |
| 30 мая 2008     |         | Алексей Егорович Шмаков                   | 1933—2021   | Крымский скульптор-монументалист. Заслуженный художник Автономной Республики Крым. | за большой личный вклад в формирование и создание художественно- архитектурного облика г.Евпатории и создание художественных произведений в области скульптуры |
| 28 ноября 2008  |         | Михаил Семёнович Хазанзун                 | 1928—2021   | Строитель, ликвидатор последствий аварии на Чернобыльской АЭС. Депутат Евпаторийского городского совета (1978—1990). | за многолетнюю профессиональную деятельность в области градостроительства, большой личный вклад в социально – экономическое развитие и активное участие в общественной жизни города Евпатории |
| 29 апреля 2011  |         | Станислав Михайлович Сиверчук (посмертно) | 1948—2006   | Участковый врач, заведующий первым терапевтическим отделением Евпаторийской городской больницы. Депутат Верховного Совета Крыма 1-го созыва. | за многолетний и добросовестный труд, высокий профессионализм, весомый вклад в развитие городского здравоохранения и самоотверженное служение жителям Евпатории |
| 27 июля 2012    |         | Николай Васильевич Воронцов               | 1922—2013   | Участник Великой Отечественной войны, председатель городской общественной организации инвалидов войны, Вооруженных Сил и участников боевых действий Великой Отечественной войны. | за мужество и героизм, проявленные в годы Великой Отечественной войны, выдающиеся заслуги перед городом и большой личный вклад в обеспечение социальной защиты ветеранов войны, активное участие в ветеранском движении и патриотическом воспитании молодёжи Евпатории                                                      |
| 28 декабря 2012 |         | Владимир Николаевич Филатов               | 1930—2016   | Крымский живописец, график, пейзажист, мастер натюрморта, первый лауреат городской премии «Общественное признание», заслуженный художник Крыма. | за выдающиеся заслуги и большой личный вклад в популяризацию города Евпатории как культурного центра |
| ?               |         | Аршак Меркянович Поповян                  | 1923—1988   | Полиграфист, публицист, краевед и сатирик, участник Великой Отечественной войны. | |
| 25 марта 2016   |         | Николай Павлович Дриневский               | 1938—2018   | Врач. Доктор медицинских наук, профессор. Депутат Евпаторийского городского совета (1973—1992). | за выдающиеся заслуги перед городом, многолетнюю профессиональную и научную деятельность в сфере здравоохранения, большой личный вклад в социально-экономическое развитие и активное участие в общественной жизни города |
| 25 марта 2016   |         | Павел Матвеевич Островский                | 1957        | Анестезиолог-реаниматолог, заведующий отделением анестезиологии и интенсивной терапии Евпаторийской городской больницы. Заслуженный врач Украины. | за выдающиеся заслуги перед городом, многолетний, добросовестный труд, высокий профессионализм и самоотдачу, весомый вклад в развитие городского здравоохранения, самоотверженное служение жителям родного города |
| 25 марта 2016   |         | Давид Моисеевич Эль                       | 1928—2018   | Ветеран Великой Отечественной войны, председатель Совета ветеранов спорта г. Евпатории, Почётный председатель Духовного управления караимов Республики Крым, сопредседатель межконфессионального совета Республики Крым «Мир — Дар Божий», инициатор создания и Почётный председатель межконфессионального совета города Евпатории «Мир. Согласие. Единство», Залуженный работник культуры Автономной Республики Крым. | за выдающиеся заслуги перед городом, многолетнюю профессиональную деятельность в области спорта, большой личный вклад в возрождение духовности, культуры, истории и укрепление межэтнических и межконфессиональных отношений в Евпатории города, активное участие в общественной жизни города                               |
| 26 мая 2017     |         | Игорь Николаевич Лисев                    | 1938        | Член-корреспондент Международной Академии экологии и природопользования, кандидат медицинских наук, заслуженный врач Украины, председатель комиссии по вопросам туризма, культуры, молодежной политики и спорта Общественной палаты муниципального образования городской округ Евпатория Республики Крым, член научно-курортного совета Министерства курортов и туризма Республики Крым, главный стоматолог курорта Евпатория, врач высшей категории, заведующий стоматологическим отделением санатория «Таврия», Лауреат премии им. С. Э. Дувана, член аттестационной комиссии медицинских и фармацевтических работников при Федерации независимых профсоюзов России. | за выдающиеся заслуги перед городом, многолетний, добросовестный труд, высокий профессионализм и самоотдачу, весомый вклад в развитие городского здравоохранения, самоотверженное служение жителям родного города |
| 6 апреля 2018   |         | Виталий Семёнович Зайков                  | 1924—2020   | Заслуженный художник РСФСР, скульптор всероссийского масштаба, член Союза художников СССР, член Союза художников России, лауреат премии Республики Крым в номинации «Изобразительное искусство», ветеран – инвалид Великой Отечественной войны, ветеран труда. | за выдающиеся заслуги перед городским округом Евпатория многолетний, добросовестный труд, высокий профессионализм и самоотдачу, весомый вклад в общую сокровищницу многонациональной культуры, мира и самоотверженное служение жителям городского округа                                                                    |
| 28 октября 2019 |         | Владимир Владимирович Ярош (посмертно)    | 1952—2019   | Заслуженный работник здравоохранения Украины, депутат нескольких созывов Евпаторийского городского совета, лауреат премии имени С. Э. Дувана. | за выдающиеся заслуги перед городом, многолетний, добросовестный труд, высокий профессионализм и самоотдачу, весомый вклад в развитие городского здравоохранения, самоотверженное служение жителям родного города |
| 28 октября 2019 |         | Сергей Александрович Кутнев               | 1950—2020   | Заслуженный работнику космической отрасли, заслуженный испытатель космической техники, депутат нескольких созывов Евпаторийского городского совета. | за высокие заслуги перед городом в области космической истории Евпатории, многолетний, добросовестный труд, самоотверженное служение жителям родного города |
| 30 октября 2020 |         | Ада Петровна Цыганкова                    |             | лауреат премии имени С. Э. Дувана, ветеран отрасли зелёного строительства | за весомый вклад в благоустройство города Евпатории, развитие промышленного цветоводства, многолетний добросовестный труд, самоотверженное служение жителям Евпатории |
| 23 апреля 2021  |         | Борис Константинович Назаров (посмертно)  | 1958—2020   | Заслуженный энергетик Автономной Республики Крым. Заместитель председателя Евпаторийского городского совета. Депутат Евпаторийского городского совета четырех созывов. | за высокие заслуги перед городом в вопросах жизнеобеспечения, энергетики и жилищно-коммунального хозяйства |
| 23 апреля 2021  |         | Дмитрий Вадимович Харатьян                | 1960        | Советский и российский актёр, телеведущий, кинопродюсер; народный артист Российской Федерации. | за высокие заслуги перед городом в области воспитания нравственной культуры, духовности и патриотизма подрастающего поколения средствами кинематографа, за приобщение детей и подростков к культурному достоянию страны |
| 27 мая 2022     |         | Василий Иванович Иванов                   |             | Ветеран космической отрасли, бывший командир войсковой части 81415. | за значительный вклад в развитие ракетно-космической отрасли |
| 27 мая 2022     |         | Владимир Семёнович Дряхлов                |             | Строитель, рационализатор. | за высокие заслуги перед городом |
| 28 апреля 2023  |         | Анатолий Егорович Аристов                 | 1949        | Руководитель, рационализатор, ветеран санаторно-курортной отрасли. | за высокие заслуги перед городом в области санаторно-курортного и туристического комплекса |
| 18 апреля 2024  |         | Леонид Петрович Захаров                   |             | Директор и основатель музея «Мировой скульптуры», скульптор. | за большой личный вклад в формирование и создание художественно – архитектурного облика города Евпатории в области скульптуры |
| 18 апреля 2024  |         | Николай Николаевич Каладзе                | 1944        | Профессор, доктор медицинских наук. Заслуженный врач Автономной Республики Крым. | за выдающиеся заслуги перед городом, многолетнюю профессиональную и научную деятельность в сфере санаторно-курортного лечения |